# Messier 10
Messier 10 (M10)  även känd som NGC 6254 är en klotformig stjärnhop i stjärnbilden Ormbäraren. Den upptäcktes 1764 av Charles Messier som lade till den som den 10:e posten i hans katalog och beskrev den som en "nebulosa utan stjärnor". År 1774 kallade den tyske astronomen Johann Elert Bode den också för en "nebulosafläck utan stjärnor; mycket blek". Med hjälp av större instrument kunde den tyskfödde astronomen William Herschel lösa upp stjärnhopen i dess enskilda medlemmar. Han beskrev den som ett "vackert kluster av extremt komprimerade stjärnor". William Parsons, 3:e earl av Rosse, trodde att han kunde urskilja en mörk bana genom en del av hopen. Den förste som uppskattade avståndet till stjärnhopen var Harlow Shapley, även om hans resultat på 33 000 ljusår var mycket längre än det moderna värdet. M10:s skenbara magnitud är 6,4 vilket innebär att den under perfekta förhållanden är nätt och jämnt urskiljningsbar för blotta ögat, medan man utan svårighet kan se hopen med kikare eller ett litet teleskop. 

## Egenskaper
Tidvattenradien för Messier 10 är 19,3 bågminuter, vilket är ungefär två tredjedelar av månens skenbara diameter. Sett med ett medelstort teleskop verkar den ungefär hälften så stor (8-9 bågminuter), eftersom dess ljusa kärna bara har en bredd av 35 ljusår. Den har en kärnradie på 48 bågsekunder och en halvmassaradie på 147 bågsekunder (2,5 bågminuter). Den har en rumslig diameter på 83 ljusår och beräknas befinna sig på ett avstånd av 14 300 ljusår från jorden. Den ligger en grad väster om 30 Ophiuchi, en orange stjärna i centrum av stjärnbilden.
När det gäller överskott av andra element än väte och helium, vad astronomer kallar metallicitet, är Messier 10 "måttligt metallfattig". Överskottet av järn, mätt som [Fe/H] lika med –1,45 ± 0,04 dex, är bara 3,5 procent av det överskott som finns på solens yta. Hopen visar tecken på att berikas av de element som genereras genom s-processen i massiva stjärnor och supernovor typ II. Den visar däremot få bevis på berikning av supernovor typ 1a.
Eftersom dubbelstjärnor i genomsnitt är mer massiva än normala stjärnor tenderar dubbelstjärnorna att förflytta sig mot mitten av hopen. Fraktionen av dubbelstjärnor i kärnregionen är ca 14 procent. Denna andel minskar med ökande radie till ca 1,5 procent i de yttersta regionerna i hopen. På motsvarande sätt innehåller kärnregionen en koncentration av interaktionsformade blå eftersläntrarstjärnor, varav de flesta bildades för 2 - 5 miljarder år sedan. Densiteten av stjärnor i kärnregionen är omkring 3,8 solmassor per kubikparsek. Fyra variabla stjärnor har upptäckts i stjärnhopen.
Messier 10 finns för närvarande ca 5 000 parsek (16 000 ljusår) från Vintergatans centrum. Den har en omloppsperiod genom Vintergatan av ungefär 140 miljoner år, under vilken den korsar det galaktiska planet var 53:e miljon år. Dess rosettbana har en excentricitet på 0,21.

## Bilder

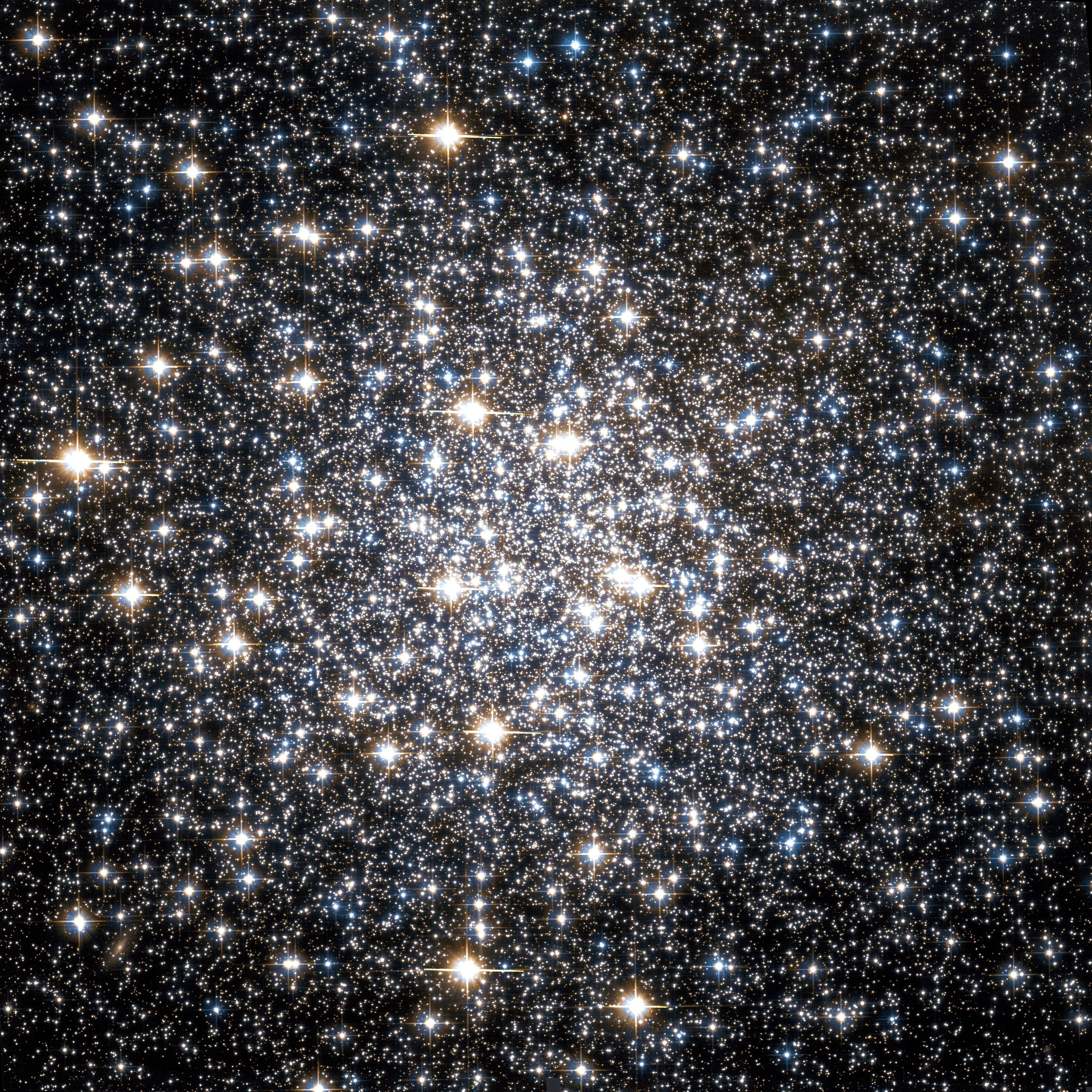
Kärnregionen i Messier 10 av Hubble Space Telescope.
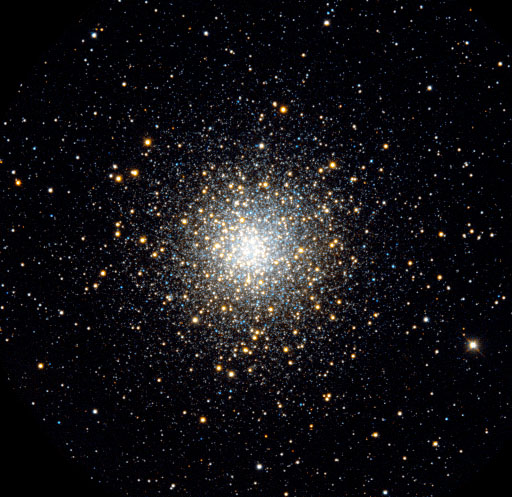
M10 från Hoher List Observatory, 1995, av T. Credner och S. Kohle.
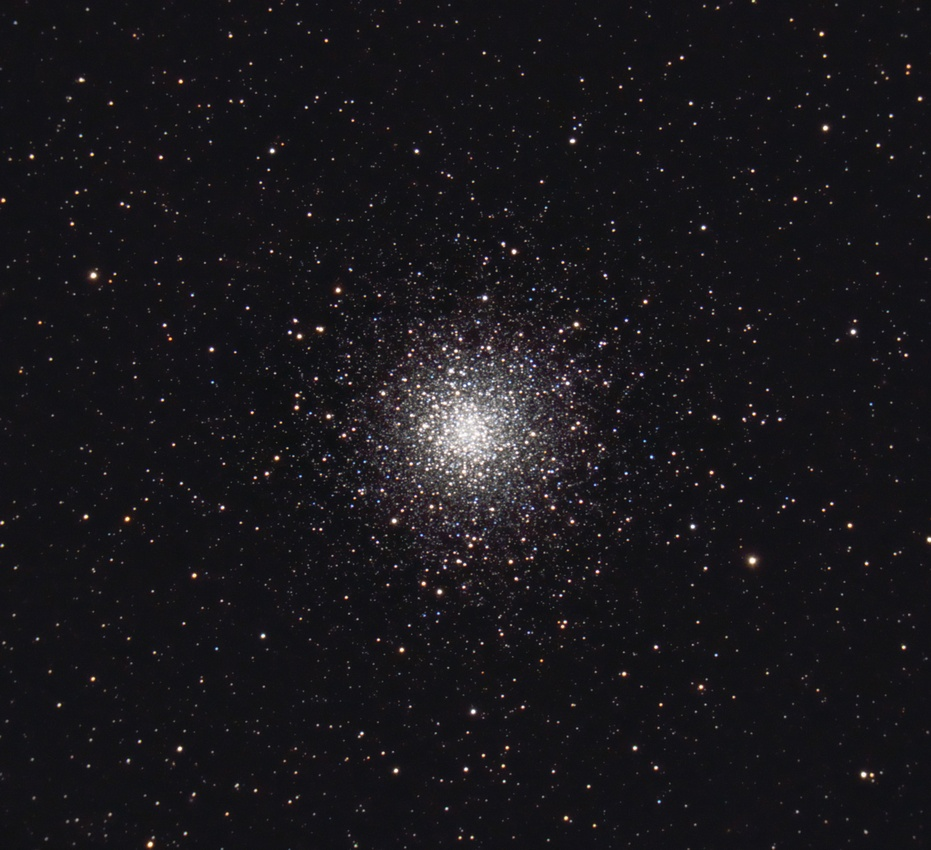
Messier 10 med amatörteleskop.
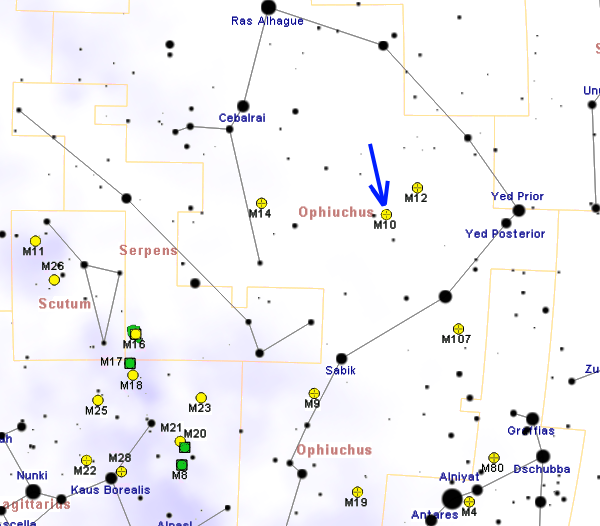
Karta som visar platsen för Messier 10.